# Họ Kì bạc
Monimiaceae là họ thực vật có hoa, có khoảng 150-220 loài, nằm trong 18-25 chi, chủ yếu là các loài cây bụi và cây gỗ nhỏ. Phân bố sinh thái chủ yếu ở vùng chí tuyến và cận chí tuyến nam bán cầu. Chi Tambourissa là chi lớn nhất trong họ, chi này có 50 loài, phân bố ở Madagascar và quần đảo Mascarene, Comoros.
Tên gọi của họ nguồn gốc từ chi điển hình Monimia thường thấy ở Macarens. Niên đại hóa thạch của họ Monimiaceae được xác định là từ kỷ Phấn Trắng, chủ yếu phát hiện ở châu Nam Cực.

## Phân loại
Họ Monimiaceae
- Phân họ Hortonioideae
  - Chi Hortonia: 2 loài, phân bố ở Sri Lanka.
- Phân họ Mollinedioideae
  - Tông Hedycaryeae
    - Chi Decarydendron: 3 loài, Madagascar.
    - Chi Ephippiandra (gồm cả Hedycaryopsis): 8 loài, Madagascar.
    - Chi Hedycarya (bao gồm cả Carnegeia, Carnegieodoxa): 11 loài, bản địa New Caledonia, New Zealand, Australia, Fiji.
    - Chi Kibaropsis: 1 loài, New Caledonia.
    - Chi Levieria: 9 loài, Queensland, New Guinea, Sulawesi.
    - Chi Tambourissa (bao gồm cả Phanerogamocarpus, Schrameckia): khoảng 50 loài, Madagascar và Mascarenes.
    - Chi Xymalos (bao gồm cả Paxiodendron): 1-3 loài ở châu Phi; thường thấy ở vùng núi cao châu Phi, độ cao khoảng 900–2700 m tại Sudan, Cộng hòa Nam Phi, vùng núi Cameroon và Bioko.

  - Tông Mollinedieae
    - Chi Faika
    - Chi Grazielanthus
    - Chi Hemmantia
    - Chi Hennecartia
    - Chi Kairoa
    - Chi Kibara
    - Chi Lauterbachia
    - Chi Macropeplus
    - Chi Macrotorus
    - Chi Matthaea
    - Chi Mollinedia (bao gồm cả Endressia Whiffin, 2007)
    - Chi Parakibara
    - Chi Steganthera
    - Chi Tetrasynandra
    - Chi Wilkiea
- Phân họ Monimioideae
  - Chi Monimia
  - Chi Palmeria
  - Chi Peumus

## Hình ảnh

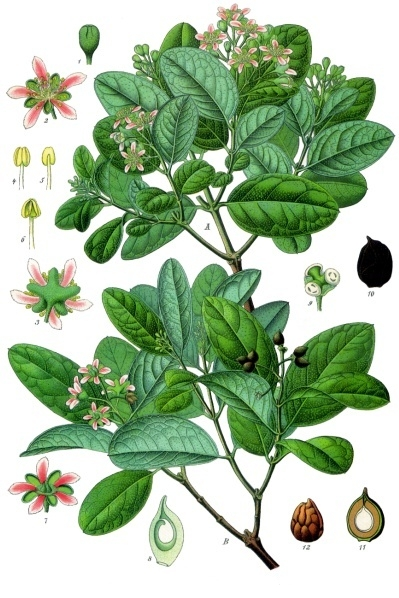
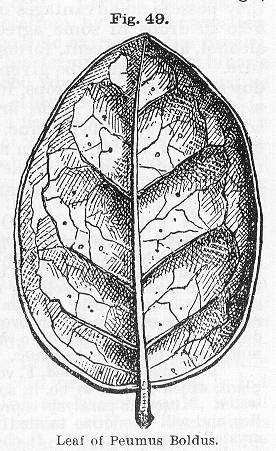
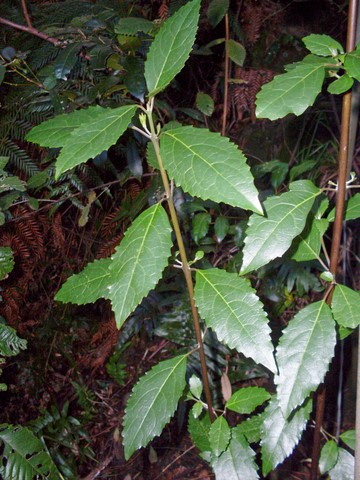